# Château du Bas Coudray
 (août 2025).
Le château du Bas Coudray, dit également "l'escalier de la belle Gabrielle" est un château conservé, situé sur la commune du Coudray-Montceaux, en Essonne. 
Il possédait un jardin en terrasses, avec vue panoramique et belvédères permettant d'admirer la vue sur la Seine. 
De nos jours, le château est conservé, mais une ligne de chemin de fer sépare la partie basse du jardin, celle du château, privée, de la partie haute, qui est un parc appartenant à la ville, en mauvais état d'entretien, qui fait l'objet d'études pour un projet de restauration à venir.  

## Histoire

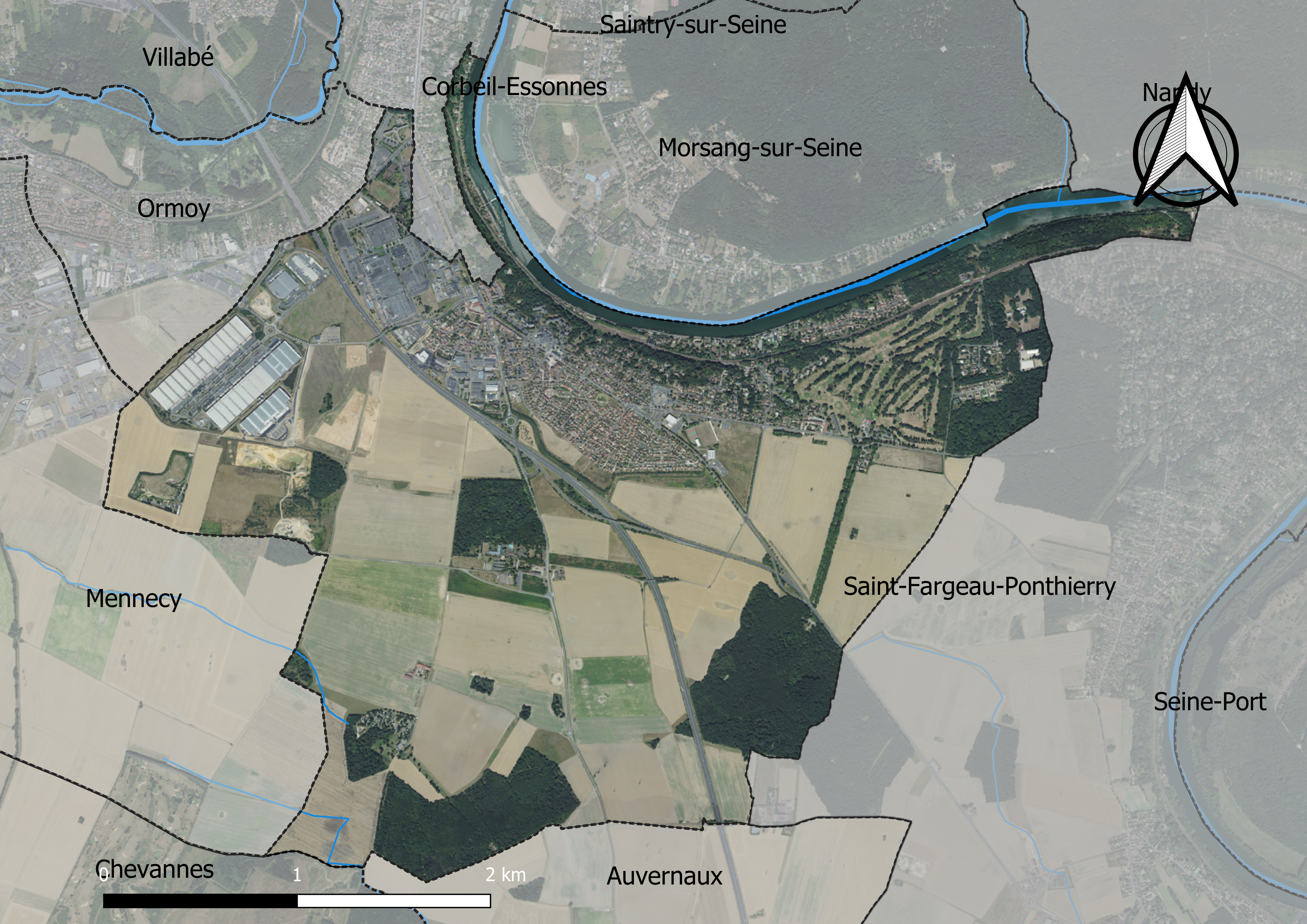
91179 Le Coudray-Montceaux, vue aérienne générale de la commune

Depuis le XVIe siècle, le château appartient aux seigneurs de Tronson, dont les sépultures étaient à l'intérieur de l'église du Coudray avant la révolution. Jean Tronson, seigneur du Coudray, était parent de Pierre de l'Estoile, célèbre chroniqueur français (relatant les mémoires de son temps sous Henri III et Henri IV). 
Celui-ci raconte qu'en 1590, au moment du siège de Corbeil, sa femme Madame de l'Estoile faite prisonnière par les espagnols : "fut mise à 175 écus de rançon, que Madame Miron paya pour elle...". Elle se retira ensuite à Villeroy à Mennecy.
Dans les années 1630-1636, il semble que ce soit Louis Tronson qui entreprend les grands travaux de terrassement et de l'escalier. Il possédait également le château du Perray situé près de Corbeil. Le château appartient ensuite à la famille Vincent, puis de nombreux autres propriétaires.

## Galerie d'images

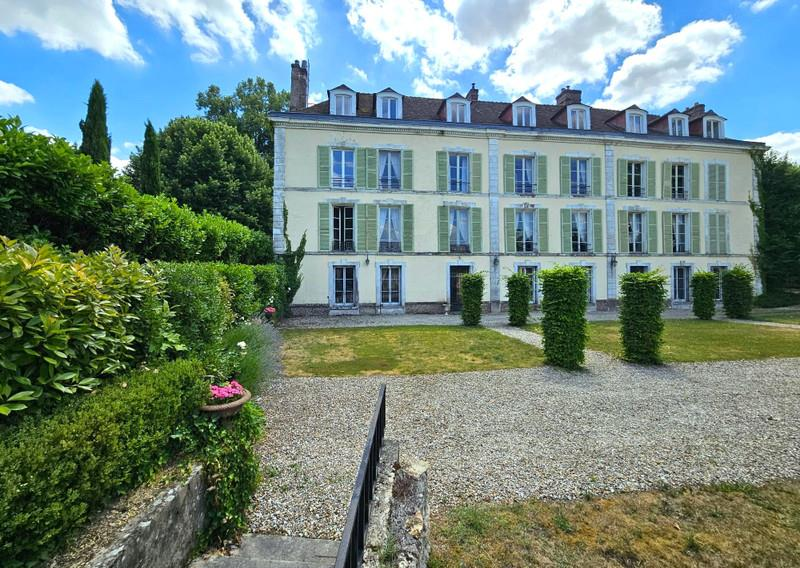
Photographie de la façade du château du Bas Coudray, du côté de l'entrée et de la Seine, 2025.
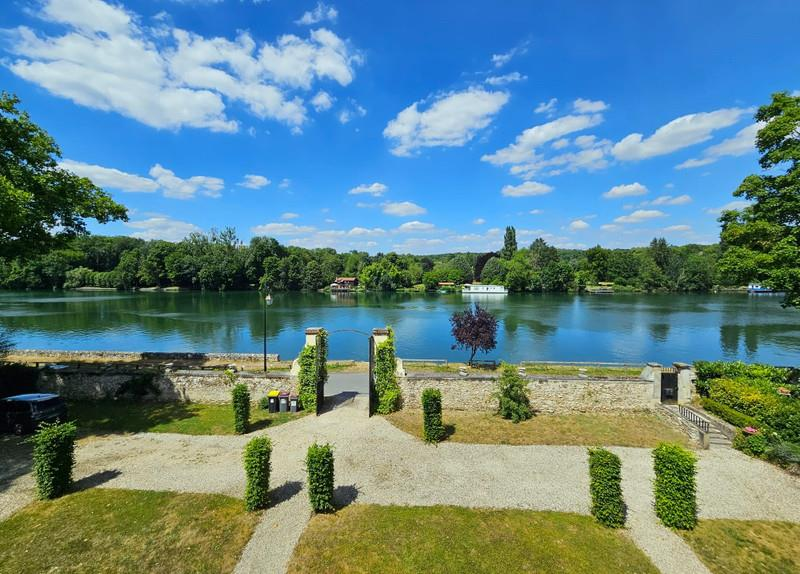
Photographie de la vue sur la Seine depuis le château du Bas Coudray, 2025.
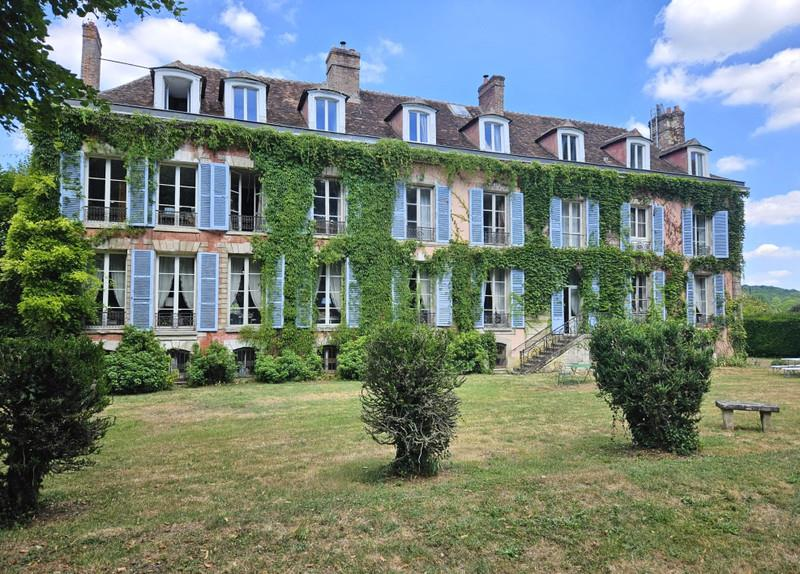
Photographie de la façade du château du Bas Coudray, du côté du jardin, 2025.
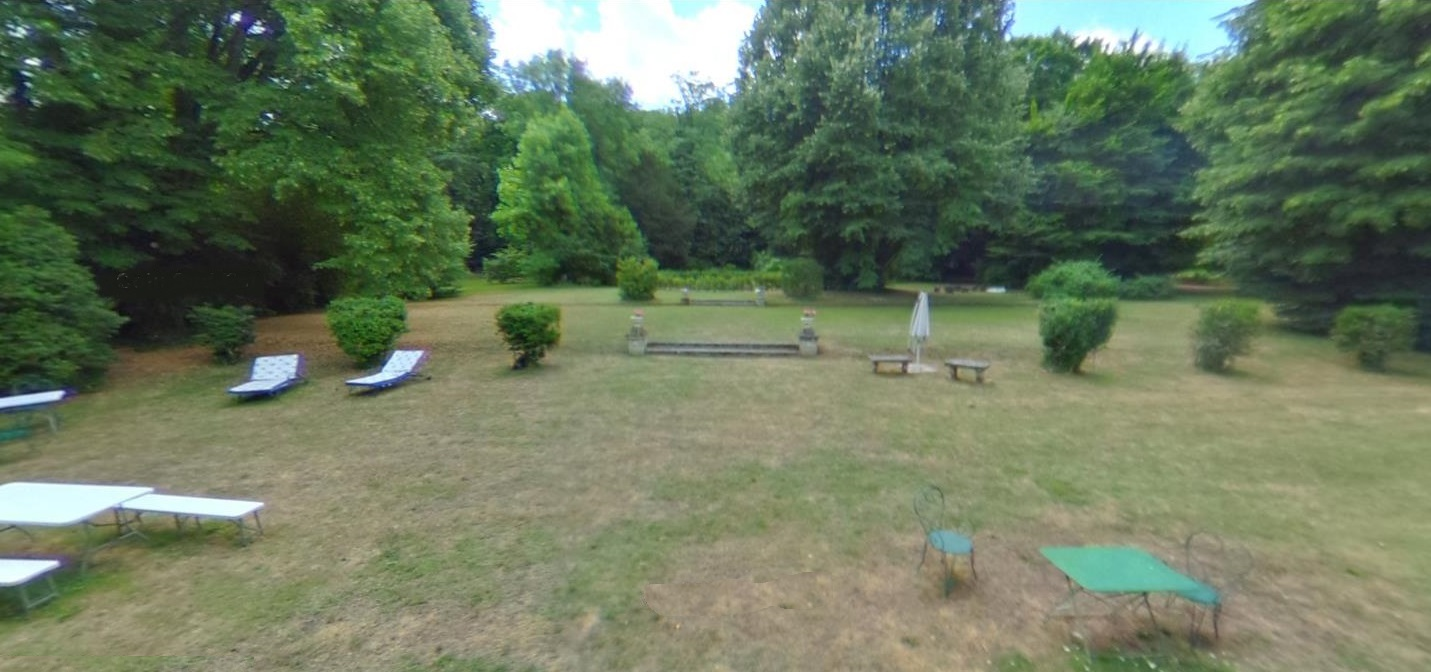
Photographie prise du château du Bas Coudray sur le jardin (ancien parterre), état en 2025.

## Restitution 3D des jardins au XVIIIe siècle

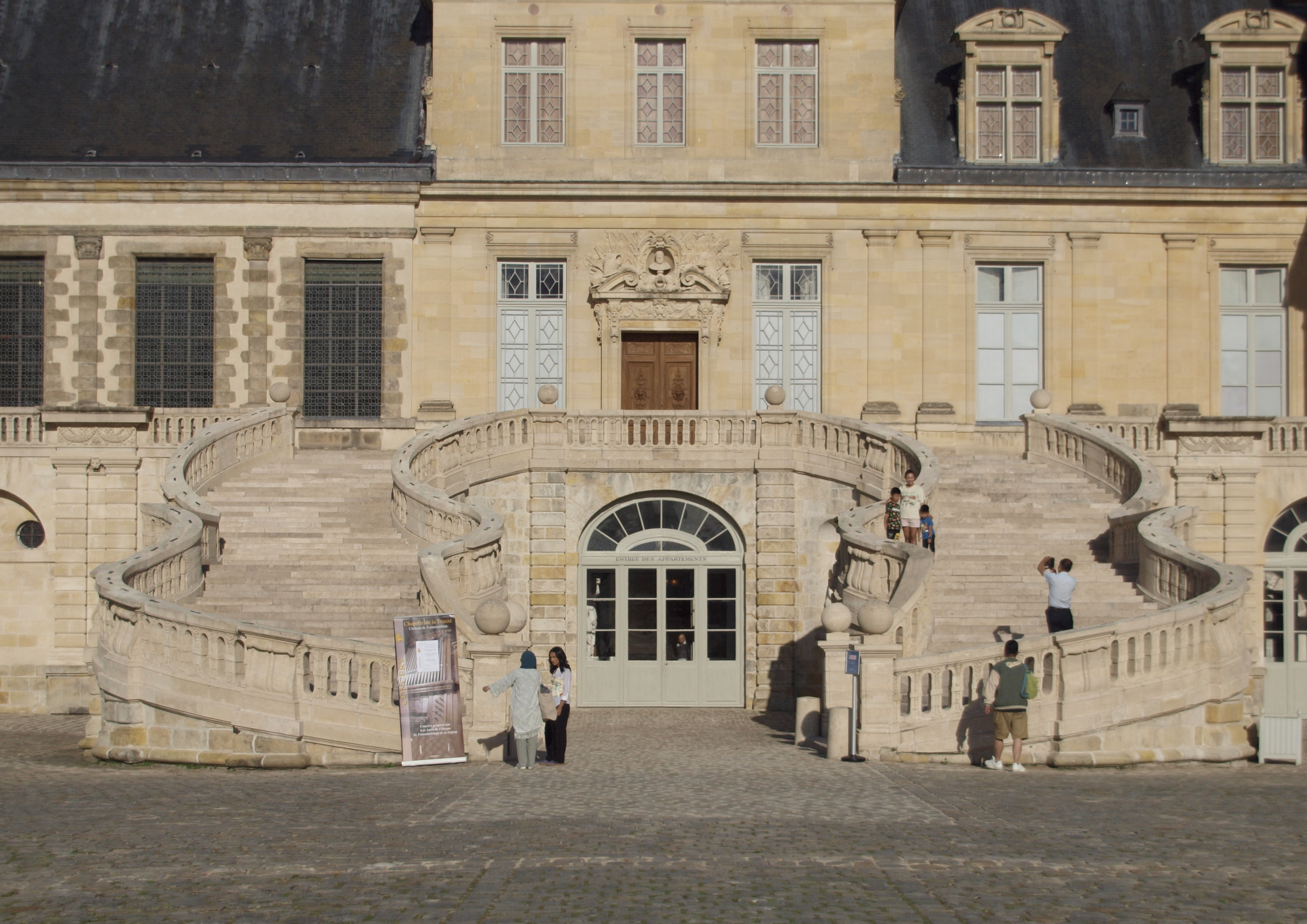
Escalier du Fer-à-cheval du château de Fontainebleau -Seine-et-Marne, France)

Une étude archéologique du site a été réalisée par Anne Allimant-Verdillon et Gabriela Malnar. La restitution en 3D de l'ancien château et de tous ses jardins suivant l'état seconde moitié du XVIIIe siècle (le plus ancien documenté à ce jour dans sa globalité) a été entreprise par l'historien de l'art Franck Devedjian en août 2025.
Le château était situé au bord de la Seine. Les communs étaient voisins, et l'ensemble des constructions se sont développées à la suite, de manière assez simple, un peu comme au château de Villejuif. 
Un grand parterre prenait place dans l'espace tout plat derrière le château. Au-dessus, une grande coline avait été aménagée pour être régularisée, avec des allées de biais, à la manière des terrasses du château de Bellevue à Meudon. Pour accéder à la terrasse haute, maçonnée sur environ 100 mètres, on empruntait un magnifique escalier à deux rampes circulaires, au sein duquel se nichait une Grotte. Cet escalier était une copie du grand escalier du château de Fontainebleau, le Bas Coudray étant justement situé sur la route royale entre Paris et Fontainebleau.
On montait ensuite par deux escaliers droits, coupés par un palier de repos, on arrivait à une niche centrale appareillée, depuis laquelle on pouvait emprunter de nouveau deux autres rampes circulaires. Un jeu était donc construit entre les rampes circulaires basses et les rampes circulaires hautes. 
Le spectacle principal de tout le site était offert depuis la balustrade circulaire panoramique, dit le grand belvédère. De là, on pouvait admirer vers l'ouest, la boucle de la Seine, puis le château et son parterre en face, enfin, les maisons du bord de l'eau et leurs jardins à l'est, tandis que le fleuve partait de manière linéaire dans le fond. 
Cette vue faisait tout le charme des jardins du Bas Coudray, et il n'y avait pas nécessité d'embellir plus avant un site qui disposait d'une telle vue. On peut penser aux jardins du château d'Epône, où seule une terrasse et grande allée avait été aménagée, car la vue époustouflante d'Epône, beaucoup plus belle que celle du Bas Coudray, se suffisait par elle-même. 
L'aménagement du Bas Coudray fait également penser aux jardins du château de Migneaux, entre Villennes et Poissy, c'est à dire qu'un grand belvédère avait aussi été aménagé pour admirer la boucle de la Seine. Mais la vue depuis le belvédère de Migneaux dépassait amplement celle du Bas Coudray, qui restait une vue bornée en face, puisque la coline au nord bloquait tout champ de vision, si ce n'est celui sur le village de Morsang. 
Le charme principal du Bas-Coudray était constitué par cette belle boucle de la Seine que l'on découvrait vers l'Ouest depuis le grand belvédère. C'est sans doute pour cela que les plans des belvédères sont tracés de manière cintrée, pour reproduire le jeu de courbe du fleuve visible dans le lointain. Les images de la restitution 3D prouvent ce jeu visuel de l'utilisation de la vue sur le grand paysage, que l'on magnifie et que l'on met en valeur par des aménagements concrets du jardin au premier plan. Cet écho entre premier plan et dernier plan de vision offre une subtilité de discours, qui constitue une solution efficace pour magnifier la Nature pour elle-même.
Un grand canal avait été aménagé sur le plateau, tout en hauteur, peut-être pour draîner les eaux en cas de forte pluie ? On ne sait d'ailleurs pas si ce canal, assez grand tout de même, pouvait servir pour un aménagement du type cascade, ce qui serait tout de même assez probable. Car même si la Grotte basse comportait un aménagement hydraulique et des machineries du type des grottes du château-neuf de Saint-Germain-en-Laye, une telle taille monumentale de réservoir d'eau était bien trop importante pour un si modeste dispositif hydraulique. Mais en l'état des connaissances, ce grand canal et sa fonction précise et ce qu'il desservait reste plutôt un mystère. Evidemment il servait pour alimenter le bassin central bas du parterre, mais sa grande taille permet de songer à un autre dispositif hydraulique beaucoup plus important du type cascade mais aucune bonne piste pour le moment. D'autant que la forte pente en contrebas permet de rêver à un dispositif du type cascades de Petit-Bourg ou bien grand jet type Tilly Maison-Rouge, mais en l'état, tout cela ne reste qu'un questionnement, et la question du canal est la seule qui reste encore vraiment mystérieuse dans ce jardin du Bas Coudray.

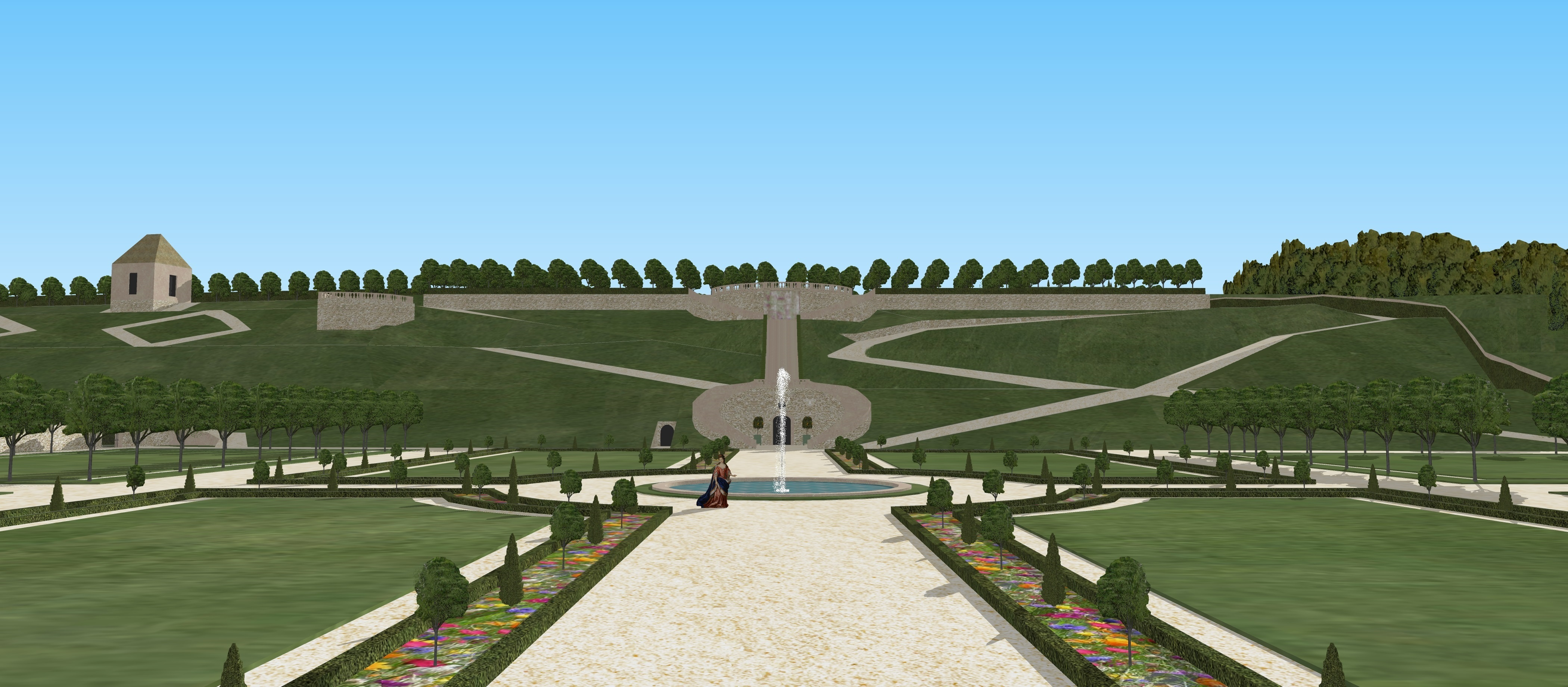
Restitution 3D de la vue sur l'escalier et la terrasse du château du Bas Coudray, seconde moitié du XVIIIe siècle
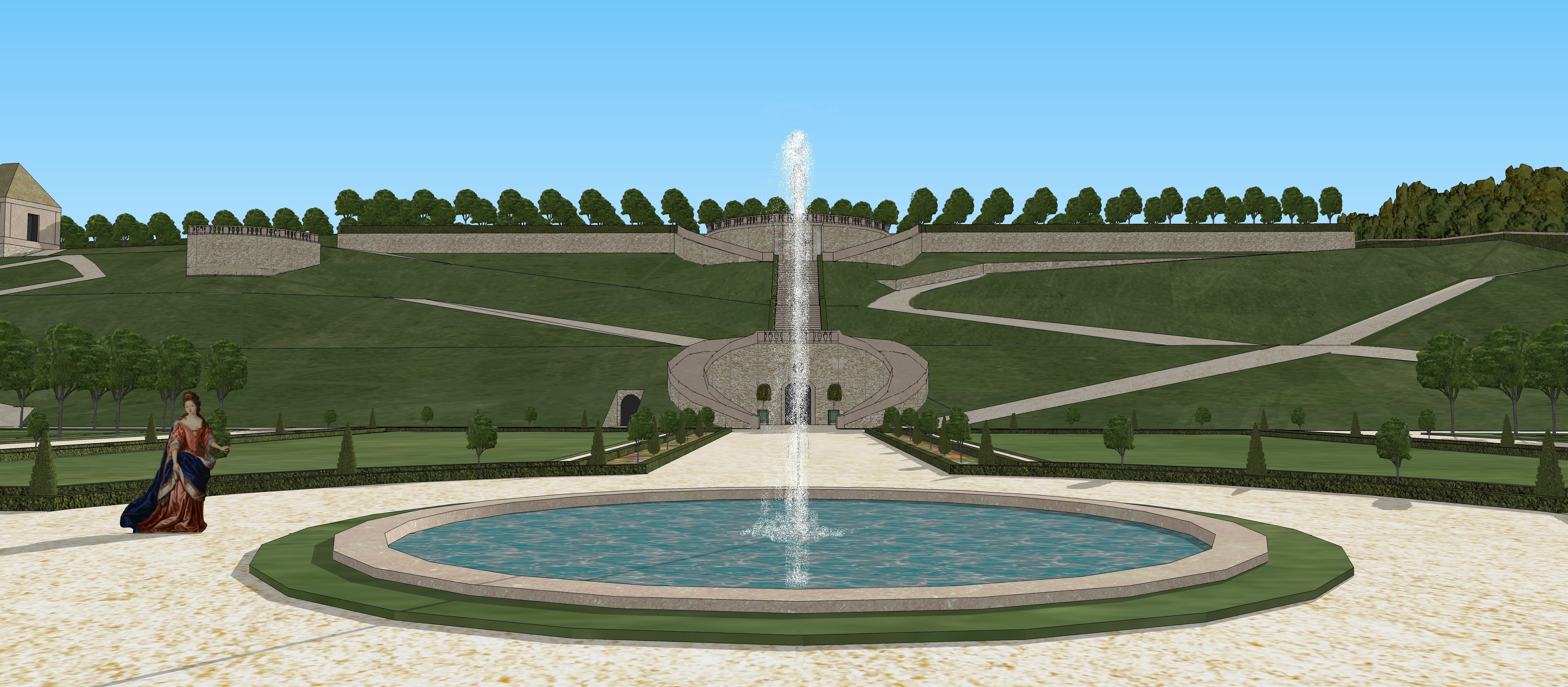
Restitution 3D de la vue depuis le bassin du château du Bas Coudray, seconde moitié du XVIIIe siècle
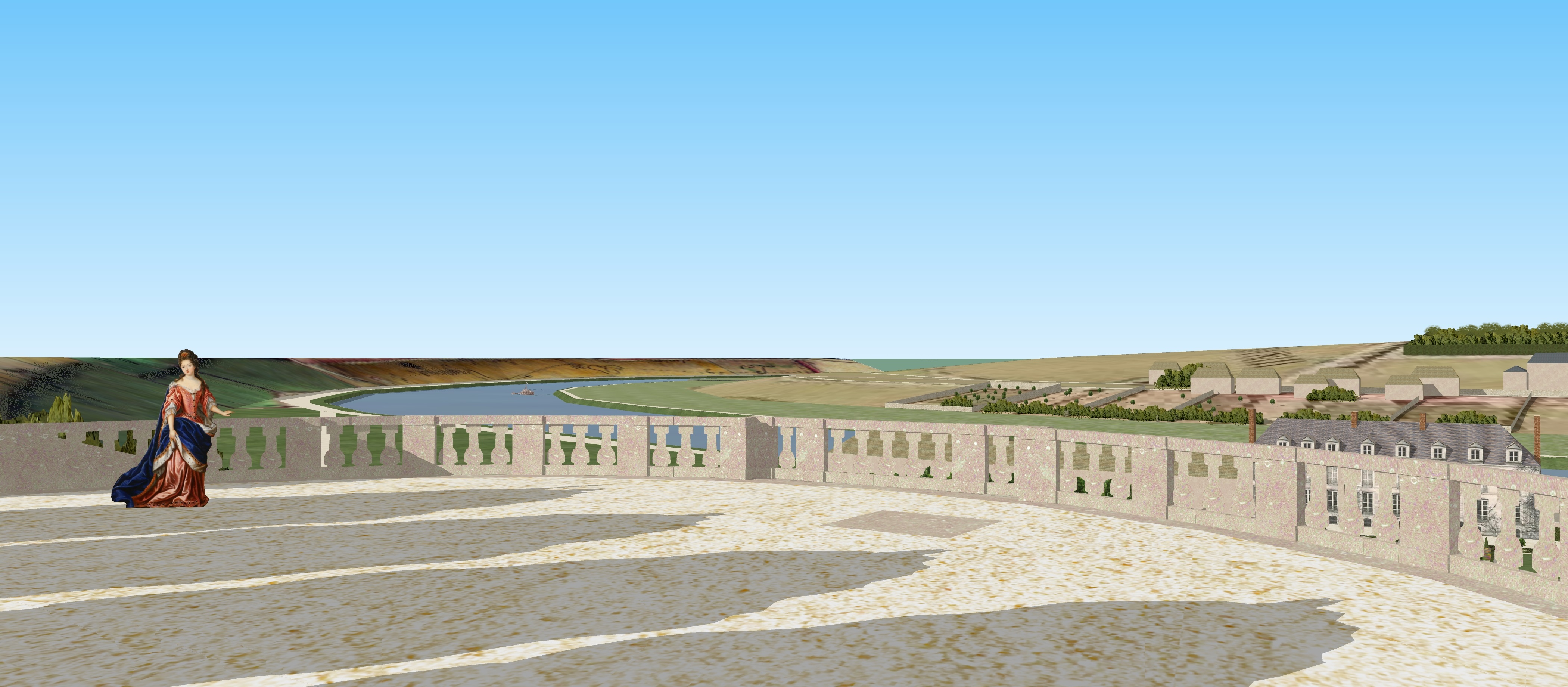
Restitution de la vue sur la balustrade du grand bélvédère du château du Bas Coudray, seconde moitié du XVIIIe siècle, avec la boucle de la Seine dans le fond
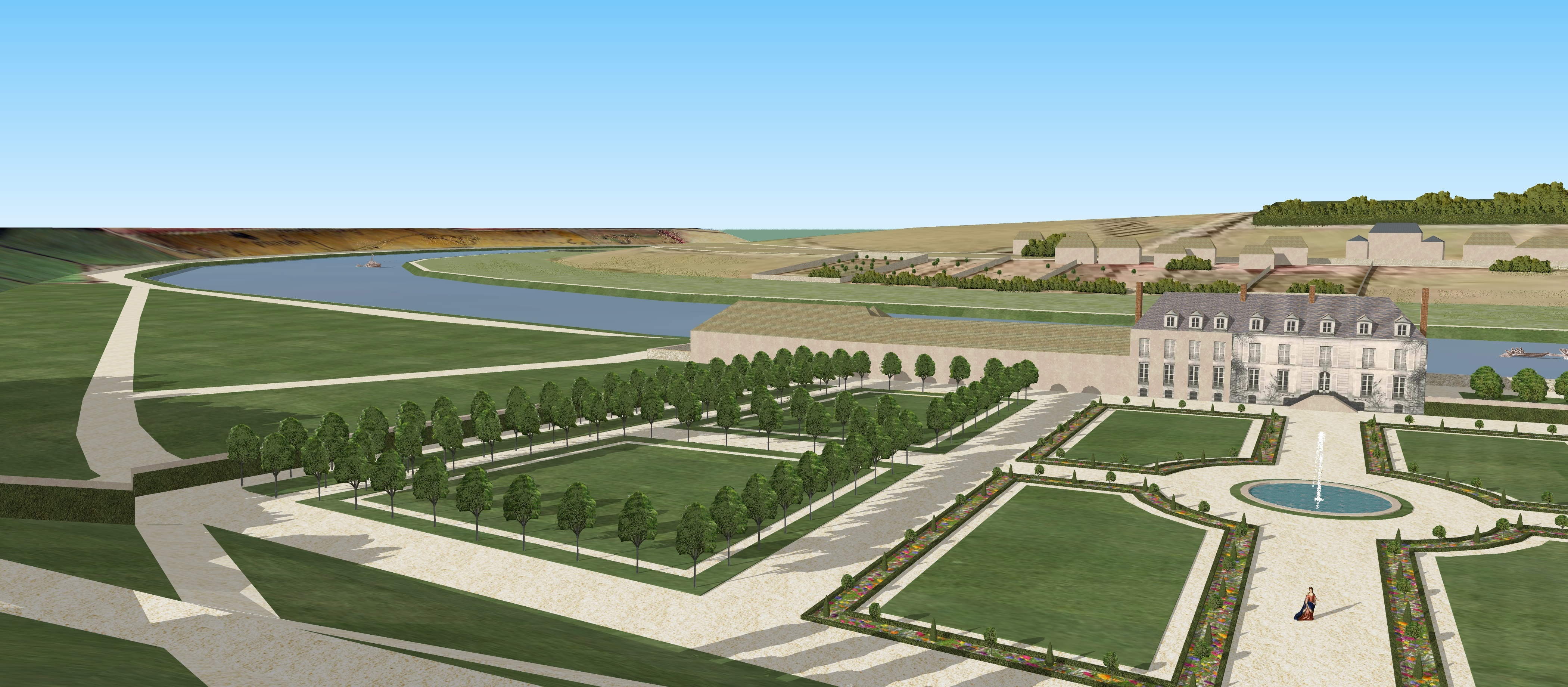
Restitution 3D de la vue vers l'ouest depuis le grand belvédère panoramique du château du Bas Coudray, seconde moitié du XVIIIe siècle
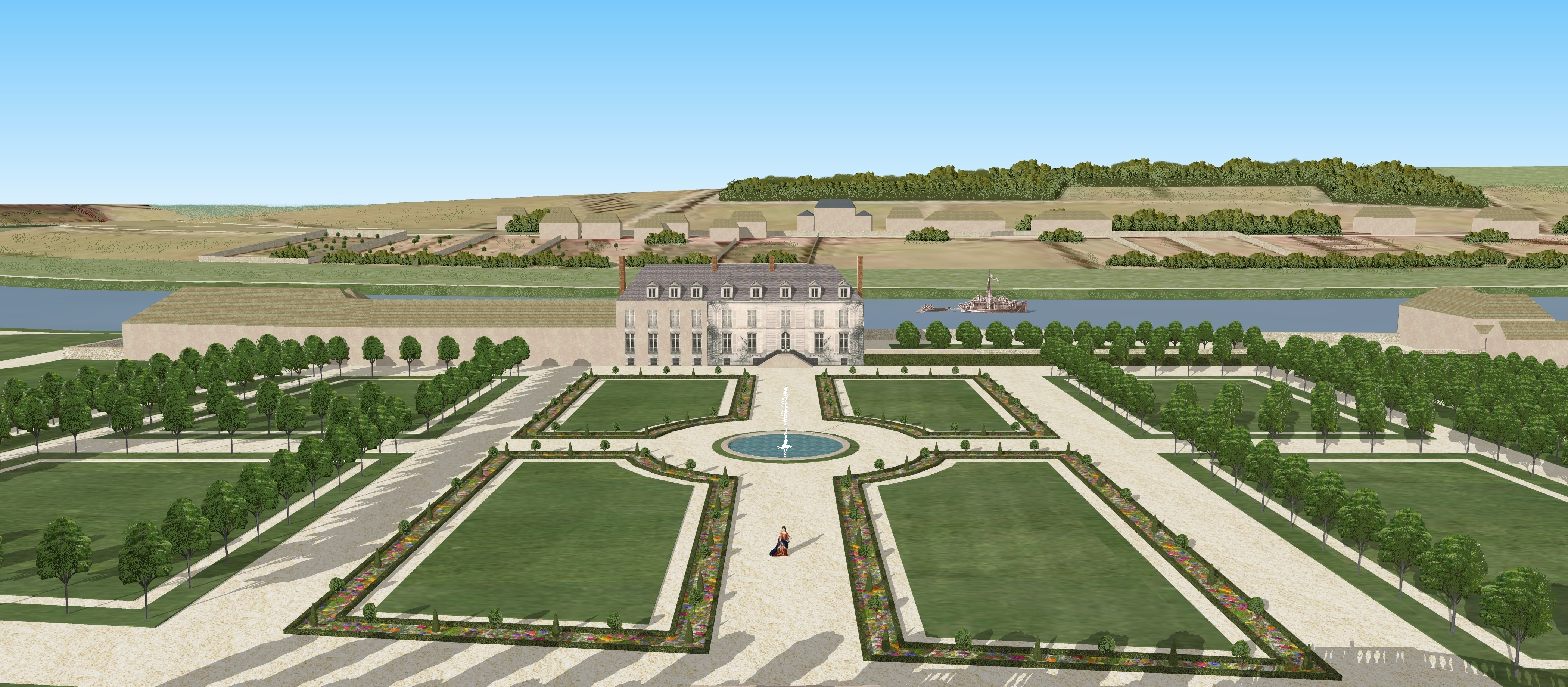
Restitution 3D de la vue vers le nord depuis le grand belvédère panoramique du château du Bas Coudray, seconde moitié du XVIIIe siècle
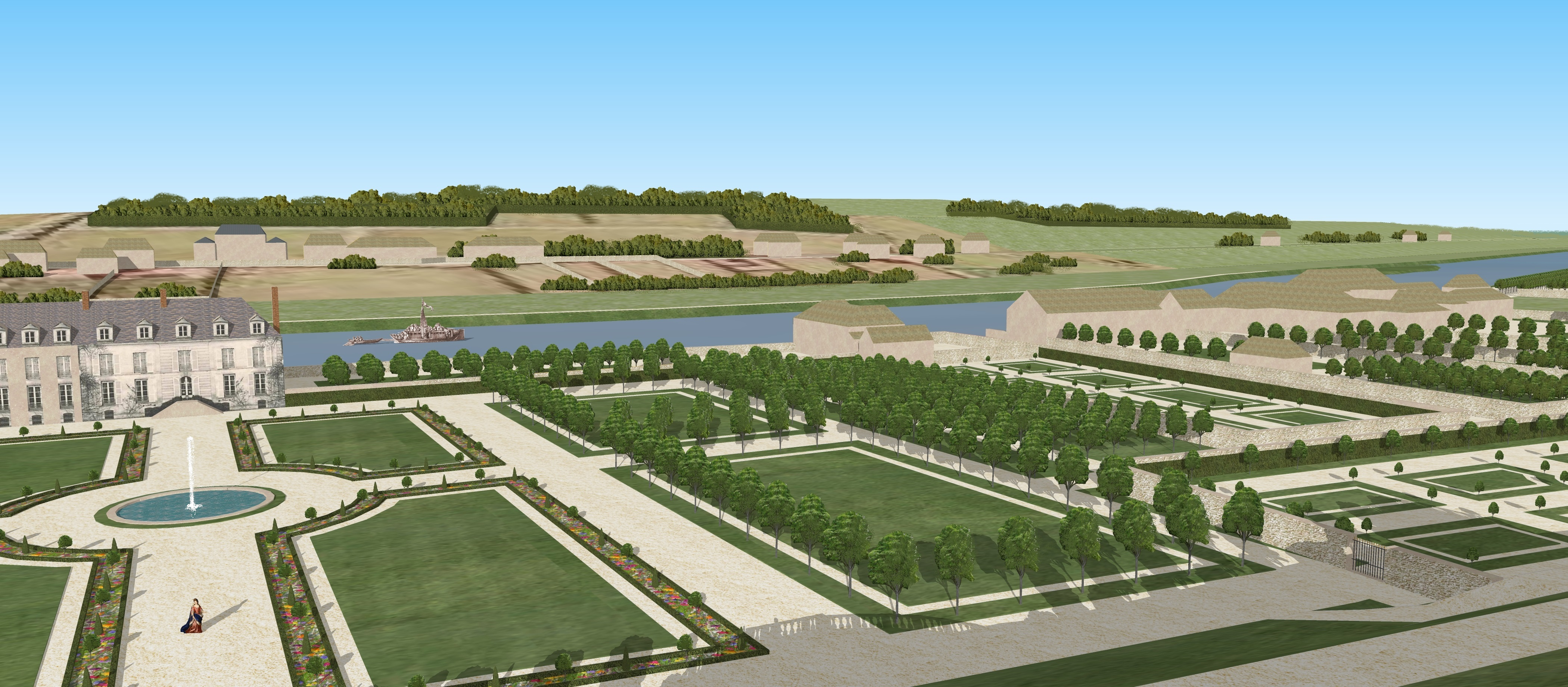
Restitution 3D de la vue vers l'est depuis le grand belvédère panoramique du château du Bas Coudray, seconde moitié du XVIIIe siècle
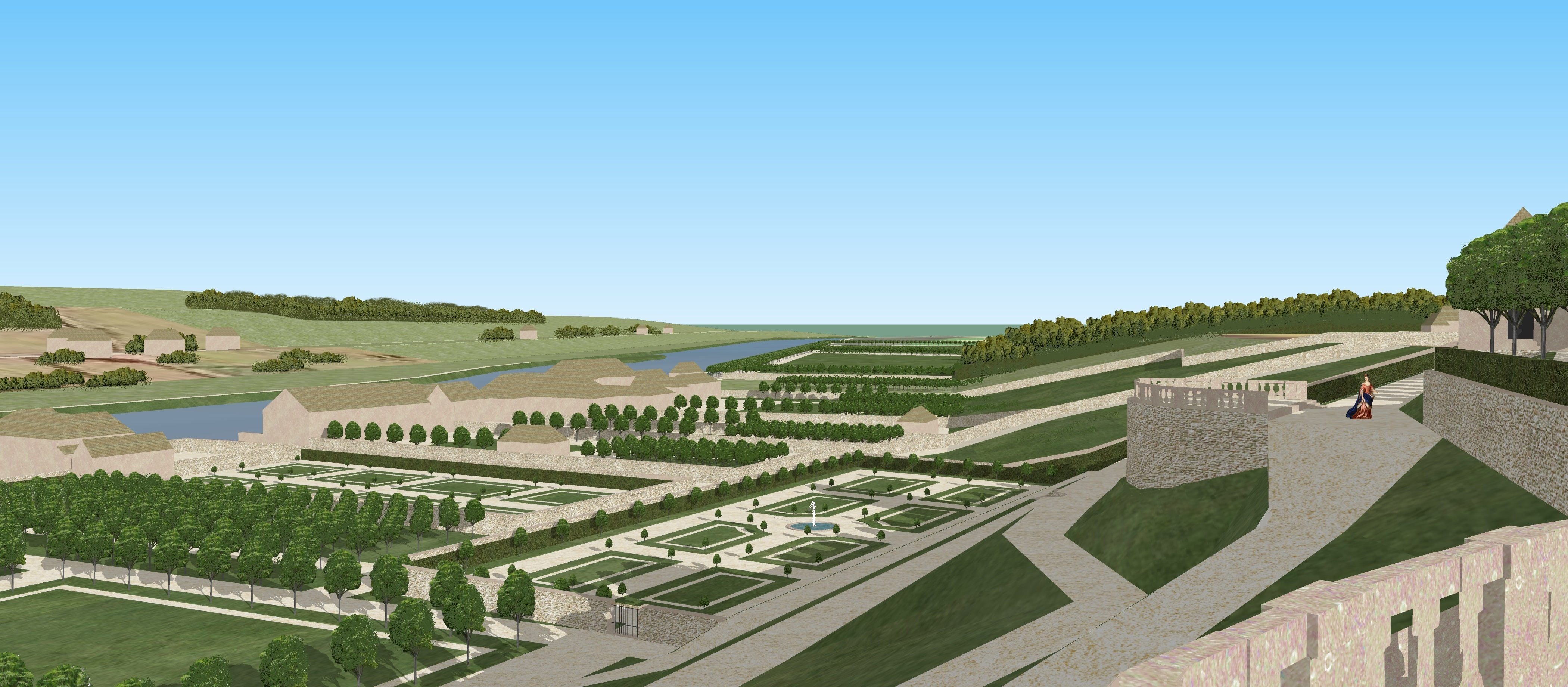
Restitution 3D de la vue vers l'est depuis le grand belvédère panoramique du château du Bas Coudray, seconde moitié du XVIIIe siècle
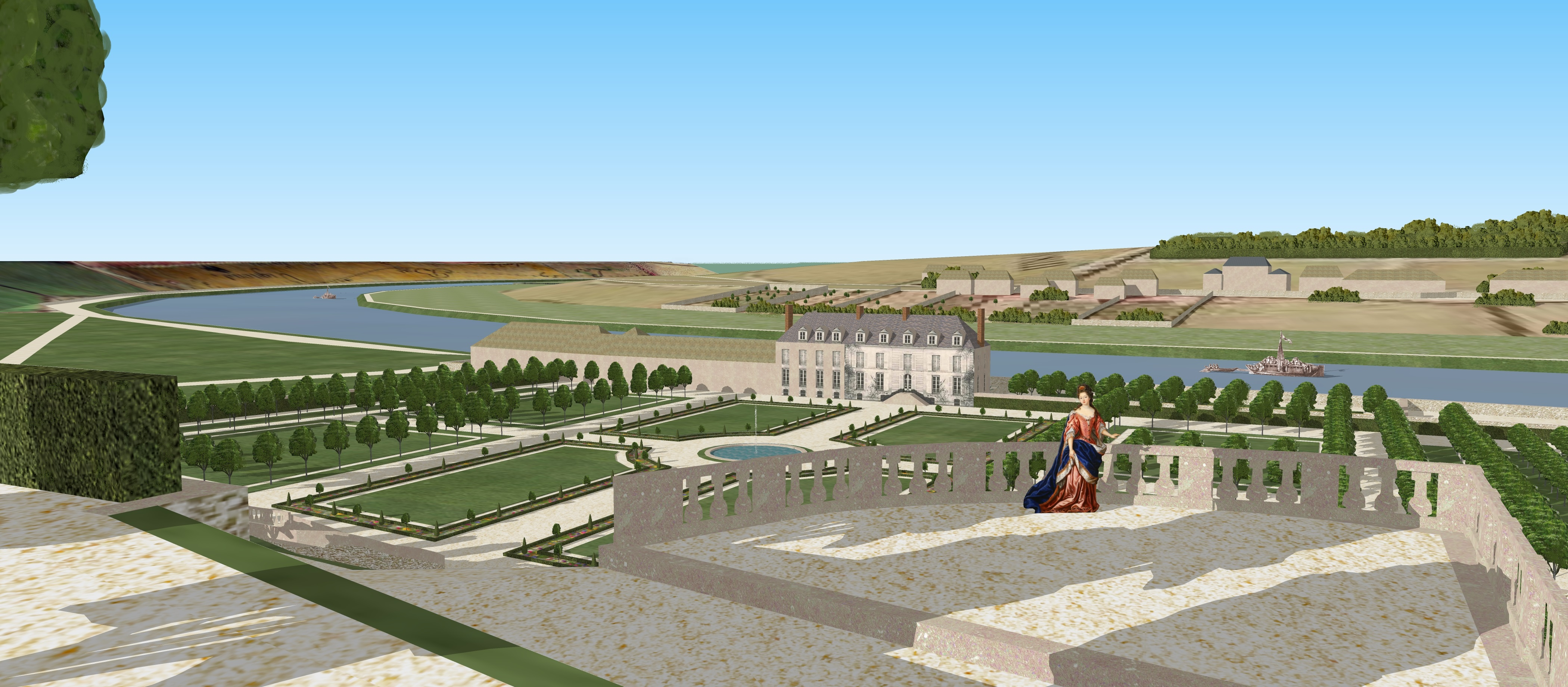
Restitution 3D de la vue vers l'ouest depuis le petit belvédère  du château du Bas Coudray, seconde moitié du XVIIIe siècle
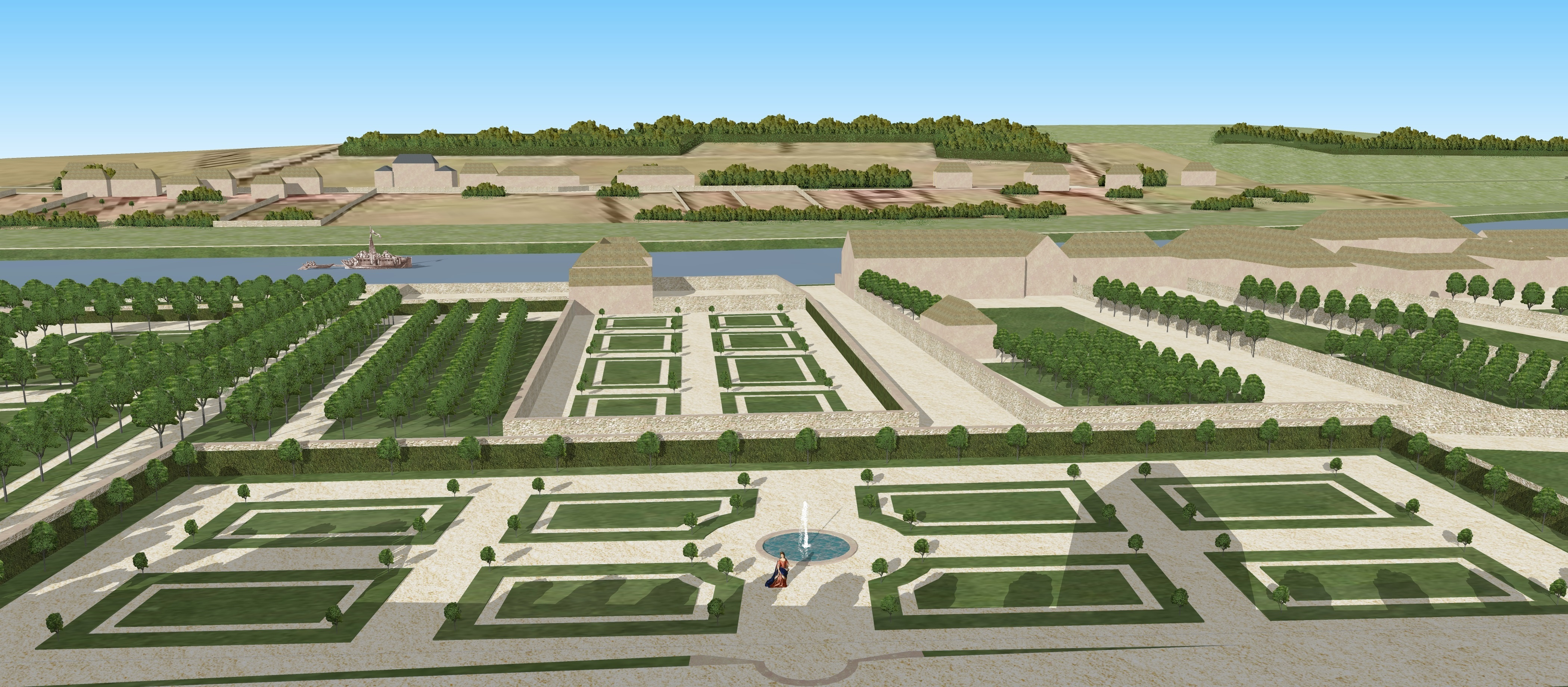
Restitution 3D de la vue depuis le "pavillon ?" du château du Bas Coudray, seconde moitié du XVIIIe siècle